# Cyrus av Alexandria
Cyrus av Alexandria, död 642, var en östromersk (bysantinsk) ämbetshavare. Han var grekisk patriark i Alexandria 631–642 och guvernör i Egypten 639–642. 